# Президентские выборы в Кыргызстане (2021)
Внеочередные выборы президента Кыргызстана состоялись 10 января 2021 года после политического кризиса в октябре 2020 года, приведшего к отставке Сооронбая Жээнбекова. В этот же день состоялся конституционный референдум, который определил форму правления в стране как президентскую республику. Часть кандидатов не признала итоги выборов.

## Предыстория
24 октября 2020 года Центральная избирательная комиссия Кыргызстана (ЦИК) объявила, что досрочные президентские выборы состоятся 10 января 2021 года. Объявление о досрочных выборах произошло после нескольких недель акций протеста, которые привели к отставке президента Сооронбая Жээнбекова. Беспорядки произошли после оглашений предварительных итогов парламентских выборов, которые состоялись 4 октября 2020 года и впоследствии были аннулированы ЦИКом.

## Кандидаты
63 человека подали свои заявки на участие в президентских выборах, которым до 4 декабря 2020 года было необходимо собрать 30 тысяч подписей в поддержку своей кандидатуры и внести избирательный залог в размере 1 миллиона киргизских сомов (11 830 долларов США), и в итоге к 4 декабря 20 человек смогли выполнить указанные требования. 12 декабря 2020 года ЦИК Кыргызстана зарегистрировала 18 кандидатов на предстоящие выборы, список был опубликован 22 декабря.

### Зарегистрированные кандидаты
По данным на 4 января 2021 года:
- Адахан Мадумаров. Родился 9 мая 1965 года. Образование — высшее, окончил Тверской государственный университет, Киргизский национальный университет им. Ж. Баласагына. Председатель политической партии «Бүтүн Кыргызстан». Самовыдвижение.
- Арстанбек Абдылдаев. Родился 28 апреля 1968 года. Образование — высшее, окончил Евразийский университет. Директор ОсОО «Ауирдин». Самовыдвижение.
- Канатбек Исаев. Родился 7 февраля 1975 года. Образование — высшее, окончил Киргизский национальный университет им. Ж. Баласагына, экономический и юридический факультеты. Депутат Жогорку Кенеша КР. Самовыдвижение.
- Рашид Тагаев. Родился 21 августа 1958 года. Образование — высшее, окончил Кыргызский государственный университет, Высшую школу МВД СССР, Киргизский национальный университет им. Ж. Баласагына. Директор филиала «Ошгаз» ОсОО «Газпром Кыргызстан». Самовыдвижение.
- Женишбек Байгуттиев. Родился 9 мая 1966 года. Образование — высшее, окончил Кыргызский государственный университет. Советник Совета директоров ЗАО АКБ «Толубай». Самовыдвижение.
- Клара Сооронкулова. Родилась 18 марта 1969 года. Образование — высшее, окончила Киргизский национальный университет им. Ж. Баласагына, юридический факультет, кандидат юридических наук. Председатель ОО «Школа права». Самовыдвижение.
- Аймен Касенов. Родился 11 апреля 1974 года. Образование — высшее, окончил Киргизский национальный университет им. Ж. Баласагына, экономический факультет, студент Нью-Йоркского университета, Прага, Чехия, направление «Магистр делового администрирования». Самовыдвижение.
- Арстанбек Мыктыбек. Родился 7 сентября 1965 года. Образование — высшее, окончил Бишкекский технический университет (ФПИ). Директор ОсОО «Халал». Самовыдвижение.
- Бактыбек Калмаматов. Родился 20 января 1984 года. Образование — высшее, окончил Ошский государственный юридический институт. Самовыдвижение.
- Имамидин Ташов. Родился 2 августа 1983 года. Образование — высшее, окончил Киргизский национальный университет им. Ж. Баласагына. Генеральный директор ОсОО «KG Group». Самовыдвижение.
- Курсан Асанов. Родился 31 августа 1966 года. Образование — высшее, окончил Ошский государственный университет, Академию Министерства внутренних дел КР. Самовыдвижение.
- Каныбек Иманалиев. Родился 11 мая 1969 года. Образование — высшее, окончил КГУ факультет филологии, отделение журналистики, (РАГС) при Президенте РФ по специальности государственное и муниципальное управление. Депутат Жогорку Кенеша КР. Самовыдвижение.
- Равшан Жээнбеков. Родился 19 сентября 1970 года. Образование — высшее, окончил Киргизский национальный университет им. Ж. Баласагына, Дипломатическую Академию РФ, Школу управления Слоун, Массачусетский технологический институт, кандидат политических наук. Самовыдвижение.
- Эльдар Абакиров. Родился 14 апреля 1981 года. Образование — высшее, окончил Казахский национальный университет им. Аль-Фараби. Самовыдвижение.
- Улукбек Кочкоров. Родился 24 июня 1974 года. Образование — высшее, окончил Киргизский национальный университет им. Ж. Баласагына, факультет экономики и юридический факультет. Самовыдвижение.
- Бабыржан Тольбаев. Родился 20 сентября 1976 года. Образование — высшее, окончил Ошский государственный университет по специальности теория и практика перевода иностранного языка и по специальности юриспруденция. Генеральный директор, ОсОО «МКК "М Булак». Самовыдвижение[15].
- Абдил Сегизбаев. Родился 25 июня 1973 года. Образование — высшее, окончил Академию государственного управления при Президенте КР. Самовыдвижение.
- Садыр Жапаров. Родился 6 декабря 1968 года. Образование — высшее, окончил Институт физической культуры и спорта, Киргизско-российский славянский университет им. Б. Н. Ельцина по специальности юриспруденция. Премьер-министр Киргизской Республики (исполнение должностных полномочий приостановлено с 14 ноября 2020 года). Самовыдвижение.

### Снявшиеся кандидаты
По данным на 4 января 2021 года:
- Абдыкаар Сыдыков. Родился 27 октября 1959 года. Образование — высшее, окончил Академию гражданской авиации. Пенсионер. Самовыдвижение.
- Сазыкбай Турдумалиев. Родился 20 августа 1954 года. Образование — высшее, окончил Казахский сельскохозяйственный институт, факультет лесного хозяйства. Генеральный директор ОсОО «Комбинат благоустройства, озеленения, рекультивации и строительства», Председатель Республиканской партии «Улутман». Выдвинут политической партией «Республиканская партия «Улутман».
- Азамат Эсенбеков. Родился 4 июня 1984 года. Образование — высшее, окончил Киргизский национальный университет им. Ж. Баласагына по специальности финансы и кредит, Дипломатическую академию МИД РФ по специальности мировая экономика, Академию управления при Президенте КР по специальности государственное и муниципальное управление, кандидат экономических наук. Самовыдвижение.
- Садык Шер-Нияз. Родился 10 марта 1969 года. Образование — высшее, окончил Фрунзенский машиностроительный техникум, Киргизский национальный университет им. Ж. Баласагына, Высшие курс сценаристов и режиссёров. Самовыдвижение.
- Ильгиз Товкеев. Родился 5 ноября 1985 года. Образование — высшее, окончил Киргизский национальный университет им. Ж. Баласагына. Самовыдвижение.
- Камчиев Жамбылбек. Родился 10 февраля 1954 года. Образование — высшее, окончил Ошский гуманитарно-педагогический институт. Президент ОФ «Куудул-Аралаш». Самовыдвижение.
- Арсланбек Малиев. Родился 8 октября 1957 года. Образование — высшее, окончил Харьковскую академию питания, украинский НИИ внешнеэкономической связи и информации, аспирант. Президент Союза кыргызских обществ дружбы и сотрудничества с зарубежными странами. Самовыдвижение.
- Бакир уулу Турсунбай. Родился 17 марта 1958 года. Образование — высшее, окончил Киргизский национальный университет им. Ж. Баласагына, кандидат философских наук. Генеральный директор «МЗФ Груни в Кыргызстане». Самовыдвижение.
- Темирлан Ормуков. Родился 19 июня 1976 года. Неоконченное высшее образование. Самовыдвижение.
- Алжотой Тукунов. Родился 29 марта 1981 года. Образование — высшее, окончил Иссык-Кульский государственный университет им. К. Тыныстанова. Председатель «Балыкчы Ак-Жол Ынтымагы». Самовыдвижение.
- Санжарбек Энназаров. Родился 9 июня 1975 года. Образование — высшее, окончил Киргизский национальный университет им. Ж. Баласагына. Директор ОсОО «Дари строй» (строительная компания). Самовыдвижение.
- Кубанычбек Исабеков. Родился 20 февраля 1957 года. Образование — высшее, окончил Киргизский национальный университет им. Ж. Баласагына, Львовское военно-политическое училище, Дипломатическую академию МИД КР, кандидат юридических наук.
- Базарбай Темишов. Родился 21 марта 1954 года. Образование — высшее, окончил Ошский государственный педагогический институт, Киргизский национальный университет им. Ж. Баласагына, факультет экономики, кандидат философских наук. Пенсионер. Самовыдвижение.
- Бакытбек Жумагулов. Родился 26 ноября 1976 года. Образование — высшее, окончил Киргизский национальный университет им. Ж. Баласагына, факультет философии и государственной службы, Академию государственного управления при Президенте КР. Председатель ОФ «Институт мира и развитии Центральной Азии», политолог. Самовыдвижение.
- Адилет Маматов. Родился 21 ноября 1981 года. Образование — высшее, окончил Босфорский университет, Финансовый университет при ПРФ. Начальник отдела реализации проекта МП «Бишкекский санитарный полигон». Самовыдвижение.

### Отказано в регистрации
По данным на 4 января 2021 года:
- Назарбек Нышанов. Родился 20 марта 1961 года. Образование — высшее, окончил Кыргызский государственный медицинский институт по специальности хирург-онколог. Президент ОО «ЛигаАнтикризис». Самовыдвижение.
- Кубан Чороев. Родился 29 сентября 1981 года. Бакалавр, окончил Киргизский национальный университет им. Ж. Баласагына по специальности экономика и управление предприятием. Председатель правления ОФ «Возрождения историко-культурного наследия и духовности «Древняя кочевая цивилизация». Самовыдвижение.
- Элеонора Турдубекова. Родился 29 июля 1971 года. Образование — высшее, окончила Иссык-Кульский государственный университет им. К. Тыныстанова, Каз НАИ им. Т. Жургенова. Заведующий интернатом БХУ им. Ч. Базарбаева. Самовыдвижение.
- Урустам Кабылбеков. Родился 14 февраля 1962 года. Образование — высшее, окончил Киргизский национальный университет им. Ж. Баласагына по специальности финансы и кредит, техническое училище №10. Президент ОЭФСЛ «Монгу» им. Г. Мерцбахера. Самовыдвижение.
- Токтайым Уметалиева. Родилась 4 апреля 1962 года. Образование — высшее, окончила Киргизский национальный университет им. Ж. Баласагына, факультет физики. Главный редактор газеты «Ай-Данек». Самовыдвижение.
- Медер Болгомбаев. Родился 22 сентября 1978 года. Образование — высшее, окончил Международный университет Кыргызстана. Генеральный директор ОАО «Шоппинг онлайн центр». Самовыдвижение.
- Бакыт Романов. Родился 6 февраля 1980 года. Образование — высшее, окончил Кыргызский государственный университет строительства, транспорта и архитектуры. Самовыдвижение.
- Ербол Токтогулов. Родился 11 февраля 1983 года. Образование — высшее, окончил Академию Министерства внутренних дел КР. Самовыдвижение.
- Айбек Эркетаев. Родился 7 августа 1976 года. Образование — высшее, окончил Токмокский агропромышленный колледж, КГУСТА, университет КМКТжА. Самовыдвижение.
- Жаныбек Суйуналиев. Родился 10 января 1955 года. Образование — высшее, окончил Фрунзенский политехнический университет. Самовыдвижение.
- Бакыт Керимбеков. Родился 7 июля 1961 года. Образование — высшее, окончил Киргизский государственный медицинский институт. Президент ОО «Федерация пауэрлифтинга КР». Самовыдвижение.
- Кубанычбек Токтосунов. Родился 25 июля 1965 года. Образование — высшее, окончил Карагандинскую высшую школу МВД СССР по специальности правоведение, Дипломатическую академию МИД КР по специальности международные отношения. Самовыдвижение.
- Мирлан Калыбеков. Родился 25 марта 1985 года. Образование — высшее, окончил Киргизский национальный университет им. Ж. Баласагына, факультет юриспруденции. Самовыдвижение.
- Саматбек Ибраев. Родился 25 февраля 1965 года. Образование — высшее, окончил Фрунзенский политехнический институт по специальности инженер-строитель. Депутат Жогорку Кенеша КР. Самовыдвижение.

## Результаты
| Место | Место | Кандидат            | Партия           | Число голосов | Доля голосов |
| ----- | ----- | ------------------- | ---------------- | ------------- | ------------ |
|       | 1.    | Садыр Жапаров       | Беспартийный     | 1 116 990     | 79,84%       |
|       | 2.    | Адахан Мадумаров    | Бутун Кыргызстан | 94 330        | 6,74%        |
|       | 3.    | Бабур Толбаев       | Беспартийный     | 33 650        | 2,41%        |
|       | 4.    | Мыктыбек Арстанбек  | Беспартийный     | 23 644        | 1,69%        |
|       | 5.    | Абдил Сегизбаев     | Беспартийный     | 20 914        | 1,49%        |
|       | 6.    | Имамидин Ташов      | Беспартийный     | 16 742        | 1,20%        |
|       | 7.    | Клара Сооронкулова  | Беспартийная     | 14 117        | 1,01%        |
|       | 8.    | Аймен Касенов       | Беспартийный     | 12 880        | 0,92%        |
|       | 9.    | Улукбек Кочкоров    | Биримдик         | 9 441         | 0,67%        |
|       | 10.   | Канатбек Исаев      | Кыргызстан       | 8 212         | 0,59%        |
|       | 11.   | Курсан Асанов       | Беспартийный     | 7 070         | 0,51%        |
|       | 12.   | Эльдар Абакиров     | Беспартийный     | 7 058         | 0,50%        |
|       | 13.   | Бактыбек Калмаматов | Беспартийный     | 7 006         | 0,50%        |
|       | 14.   | Равшан Жээнбеков    | Беспартийный     | 2 695         | 0,19%        |
|       | 15.   | Каныбек Иманалиев   | Беспартийный     | 2 509         | 0,18%        |
|       | 16.   | Женишбек Байгуттиев | Беспартийный     | 1 346         | 0,10%        |
|       | 17.   | Арстанбек Абдылдаев | Беспартийный     | 1 159         | 0,08%        |